# John Kirk Townsend
John Kirk Townsend (Filadelfia, 10 agosto 1809 – Washington, 6 febbraio 1851) è stato un ornitologo, naturalista e naturalista statunitense.

## Biografia
Figlio di Charles Townsend e Priscilla Kirk, si sposò con Charlotte Holmes, dalla cui unione avrà un figlio. Partecipò nel 1835 a una spedizione nell'Oregon che proseguì verso le Hawaii. Svolse l'attività di chirurgo nel forte di Vancouver dal 1835 al 1836, dove iniziò a raccogliere una ricca collezione di mammiferi e di uccelli.
Townsend partecipò alla stesura di Ornithology of the United States of North America (1840). La sua collezione servì da modello per l'ultimo volume di Birds of America (1844) di John James Audubon (1785-1851). I suoi mammiferi furono utilizzati da Audubon e John Bachman (1790-1874) per la stesura di Viviparous Quadrupeds of North America.
Fu autore di Narrative to a Journey Across the Rocky Mountains to the Columbia River (1839) e membro dell'Accademia di Scienze Naturali di Filadelfia. Nel 1842 donò la sua collezione di uccelli al National Museum of Natural History.

## Omaggi
- La talpa di Townsend (Scapanus townsendii) deve a lui il nome.
- John James Audubon gli dedicò il solitario di Townsend (Myadestes townsendi) nel 1838.